# Condado de Rockingham (Nova Hampshire)
O Condado de Rockingham (em inglês:  Rockingham County) é um dos 10 condados do estado norte-americano de Nova Hampshire. A sede do condado é Brentwood, e a sua maior cidade é Derry. Foi fundado em 1769 e o seu nome é uma homenagem a Charles Watson-Wentworth, 2.º Marquês de Rockingham (1730-1782), por duas vezes primeiro-ministro da Grã-Bretanha (1765-1766, 1782).
O condado tem uma área de 2 059 km², dos quais 1 799 km² estão cobertos por terra e 260 km² por água, uma população de 295 223 habitantes, e uma densidade populacional de 164 hab/km² (segundo o censo nacional de 2010). É o segundo condado mais populoso de Nova Hampshire.